# 개풍구역
개풍구역(開豊區域)은 조선민주주의인민공화국 개성특별시의 구역이다.
현재의 개풍구역의 영역은 2002년에 판문군이 폐지되기 전의 북조선 행정구역상 개풍군의 관할구역과 유사하다. 다만 당시 개풍군에 속하던 일부 지역은 개성시 직속으로 편입되었다.

## 행정 구역
- 개풍1동(開豊1洞)
- 개풍2동(開豊2洞)
- 고남리(古南里)
- 광수리(光水里)
- 남포리(南浦里)
- 려현리(礪峴里)
- 묵산리(墨山里)
- 묵송리(墨松里)
- 신서리(新西里)
- 신성리(新聖里)
- 연강리(延江里)
- 오산리(五山里)
- 풍덕리(豊德里)
- 해평리(海坪里)
- 의포리(義浦里)
- 옥산리(玉山里)

## 같이 보기
- 개풍군
- 판문군
- 개성특별시